# Magan

Probabile posizione della regione Magan

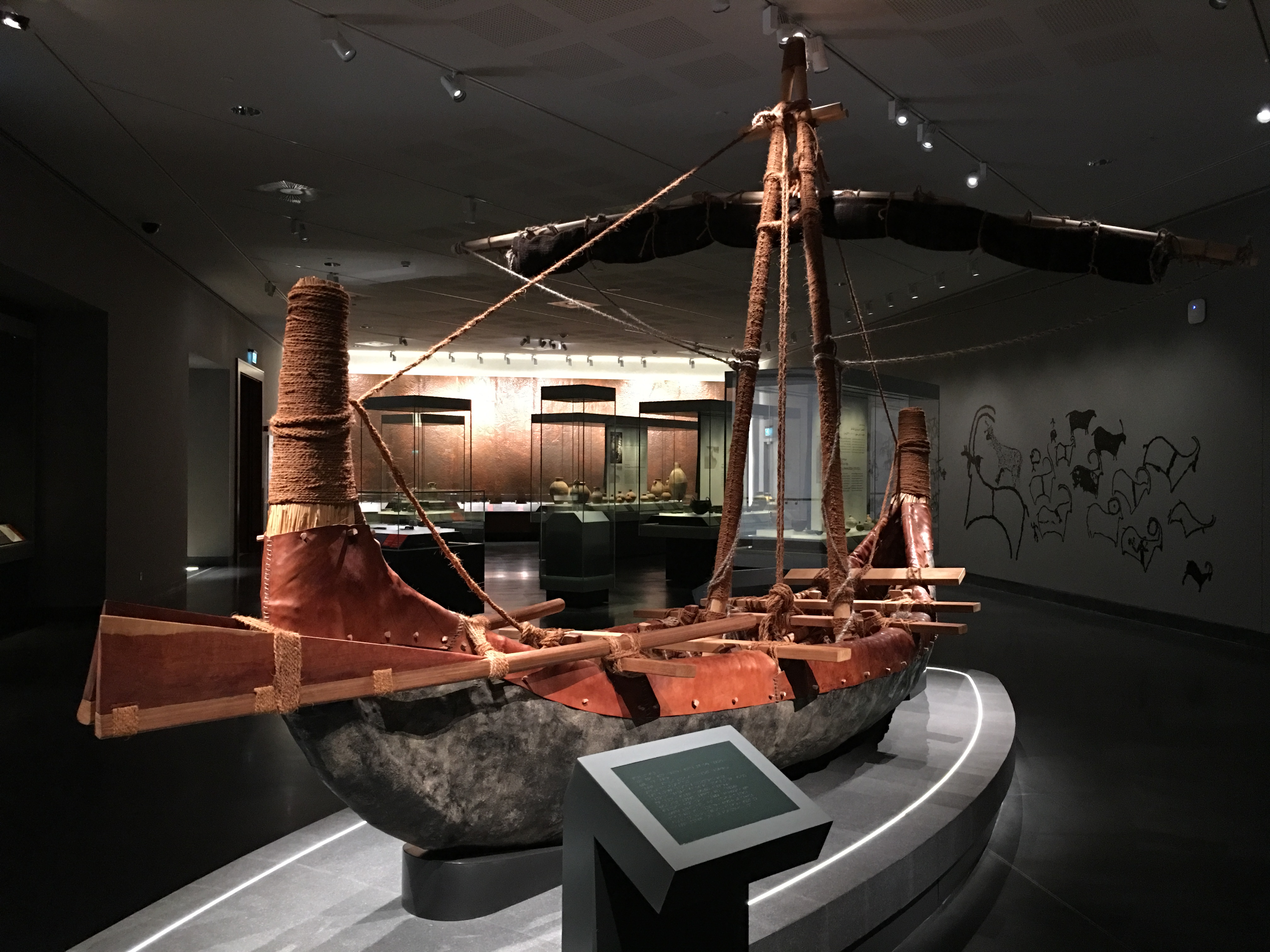
Modello di una barca del Magan

Magan era un'antica regione così denominata da alcuni documenti Sumeri cuneiformi risalenti al 2300 a.C. e commerciava con i Sumeri stessi e la Civiltà della valle dell'Indo fornendo loro minerali come rame e diorite, e che decadde presumibilmente intorno al 1700 a.C., con la decadenza della civiltà della valle dell'Indo, alla quale era legata da rapporti commerciali.
La precisa localizzazione non è tuttora conosciuta con certezza, ma molti archeologi e geologi concordano nell'indicare una parte dell'attuale Oman., nel sud della Penisola Arabica.
Altri archeologi indicano la regione dello Yemen conosciuta come Ma'in, altri il sud dell'Alto Egitto, altri la Nubia o il Sudan, e altri ancora parti dell'attuale Iran o Pakistan.
Ranajit Pal afferma che l'Oman e l'adiacente parte dell'Iran, al di là del golfo, era il Magan. In questo caso il leggendario Re Manium di Magan che, secondo Poebel, era conosciuto come Mannu, era il famoso Manu, citato nel sacro testo Indiano Rigveda. Il nome Oman può derivare da Ooumi Manu, uno dei vari Manu.
Pal anche afferma che Magan era l'antica Magadha citata nei testi Indiani.
Con la scomparsa dei commerci con la Civiltà della valle dell'Indo, il rame del Magan fu rimpiazzato, dai Babilonesi, con il rame importato da Cipro.
Il commercio era frequente fra Magan ed Ur durante il regno dei Gutei. Dopo la loro caduta, Urnammu di Ur riprese le attività e i commerci fra le due nazioni (c. 2100 a.C.).
Magan era famosa per la sua tecnica di costruzione navale e le sue capacità marittime: una nave Magan era in grado di trasportare circa 20 tonnellate di carico, che per l'epoca era un valore notevole.
Fra il 1985 ed il 1994 un team misto di archeologi italo-francesi condusse una campagna di scavi nell'Oman. Nel sito di Ras al Jinz, nel sud-est dell'Oman, vennero rinvenuti alcune centinaia frammenti formati da bitume e materiale vegetale risalenti al terzo millennio a.C. La forma e la composizione dei reperti che evidenziavano da un lato impronte di canne e corde intrecciate e dall'altro segni lasciati da piccoli crostacei, ed il fatto che il sito si trovasse sul luogo ove sorgeva un antico villaggio di pescatori, hanno portato ad attribuire tali reperti come appartenenti ad antiche imbarcazioni. Si è ipotizzato che questi frammenti, ritrovati in magazzini adiacenti alle abitazioni, fossero parti di fiancate di imbarcazioni danneggiate, utilizzati per recuperarne il bitume. Questi frammenti furono il primo ritrovamento di resti delle barche utilizzate dagli abitanti di Magan per commerciare nel Golfo Persico e nell'Oceano Indiano. Queste imbarcazioni sono conosciute come le "navi nere di Magan", dove il termine "nere" sta ad indicare che le vavi erano ricoperte, dentre fuori, di bitume che fungeva da impermeabilizzante.